# Верхний Ломов
Ве́рхний Ломо́в — село в Нижнеломовском районе Пензенской области России, центр Верхнеломовского сельского совета.

## География
Село расположено в 10 км к юго-западу от Нижнего Ломова на реке Ломовка (приток Мокши).

## История
Верхний Ломов возник в 1635 году (по другим данным в 1636-м) как пограничная крепость в составе Симбирской черты.
Первым воеводой и строителем города, составившим его строельную книгу в 1636 году, был Богдан Иванович Соковнин.
По росписи 1637 года воеводой в Верхнем Ломове был Павел Степанович Давыдов, кроме него в крепости были 30 сторожевых конных казаков, 127 полковых конных казаков, 78 пеших стрельцов, 95 уездных полковых конных казаков, мурз и татар, 16 пушкарей. Верхний Ломов относился тогда к Шацкой провинции. Название произошло от реки Ломовки. Название «Ломов», вероятно, ввело в заблуждение герольдмейстеров екатерининского времени, поскольку Нижнему Ломову был высочайше дарован герб с изображением металлических ломов.
В 1780 году Верхний Ломов становится уездным городом Верхнеломовского уезда Пензенского наместничества. С 1798 года — заштатный город Нижнеломовского уезда.
Указом императора от 11 октября 1797 года Пензенская губерния была упразднена, её территория была распределена между Нижегородской, Саратовской, Симбирской и Тамбовской губерниями. К Тамбовской губернии были приписаны Нижний Ломов и Керенск (уездными городами), Чембар и Верхний Ломов (заштатными городами), Верхне-Ломовский уезд присоединён к Нижне-Ломовскому уезду.
В сентябре 1801 году Пензенская губерния была восстановлена в прежних пределах.
С начала 1920-х годов имеет статус села.

## Население
Динамика численности населения города:
| Год             | 1785 | 1897 | 1926 | 1939 | 1970 | 1979 | 1989 |
| --------------- | ---- | ---- | ---- | ---- | ---- | ---- | ---- |
| Население, чел. | 4200 | 5952 | 7742 | 6483 | 5172 | 4965 | 4561 |

| 1718  | 1746  | 1787  | 1864  | 1897  | 1912  | 1917  | 1920  | 1923  |
| ----- | ----- | ----- | ----- | ----- | ----- | ----- | ----- | ----- |
| 1960  | ↗3150 | ↗4338 | ↗5951 | ↗5952 | ↗7000 | ↗8184 | ↘6576 | ↗7112 |
| 1926  | 1930  | 1939  | 1959  | 1979  | 1989  | 1992  | 2002  | 2010  |
| ↗7742 | ↘7603 | ↘6483 | ↘5371 | ↘4642 | ↘4561 | ↗4642 | ↘4449 | ↘4054 |
| 2021  |       |       |       |       |       |       |       |       |
| ↘3321 |       |       |       |       |       |       |       |       |

## Инфраструктура
- Детский сад
- Средняя общеобразовательная школа имени Ивана Ивановича Привалова
- Библиотечно-досуговый центр

## Экономика
Градообразующее предприятие — спичечная фабрика «Победа» (700 работающих). Основано в 1859 году как спичечная фабрика А. Б. Перемышлина. В 1899 году для расширения своего производства нижнеломовский спичечный фабрикант С. П. Камендровский начинает строительство второй фабрики в Верхнем Ломове. Само производство на данной фабрике было запущено уже после смерти С. П. Камендровского в 1901 году его сыном Ф. С. Камендровским. Оба предприятия национализированы постановлением Высшего совета народного хозяйства от 11 февраля 1919 года. Бывшая спичечная фабрика Перемышлина получила название «Муравей», фабрика Камендровского — «Пчёлка». В дальнейшем предприятия объединяют под общим названием — «Пчёлка-Муравей». В 1923 году объединённое предприятие переименовано в фабрику «Победа». В 1942 году сюда было доставлено эвакуированное оборудование спичечной фабрики «Везувий».
На фабрике действует узкоколейная железная дорога. Она соединяет фабричные цеха с лесобиржей и со станцией Верхний Ломов широкой колеи. На отдельных участках узкоколейная железная дорога проходит прямо по улицам села. Выполняются грузовые перевозки.